# Far Cry 4
Far Cry 4 là tựa game bắn súng góc nhìn thứ nhất được hãng Ubisoft Montreal phát triển và Ubisoft phát hành vào năm 2014. Đây là phiên bản kế thừa của tựa game Far Cry 3 năm 2012, và là phần thứ tư trong dòng game Far Cry. Trò chơi diễn ra tại Kyrat, một quốc gia hư cấu ở dãy núi Himalaya. Câu chuyện chính kể về Ajay Ghale, một thanh niên người Mỹ gốc Kyrat, khi anh ta bị cuốn vào một cuộc nội chiến liên quan đến Quân đội Hoàng gia Kyrat, được điều khiển bởi vua bạo chúa Pagan Min, và một phong trào nổi loạn được gọi là Golden Path. Lối chơi tập trung vào chiến đấu và khám phá; Người chơi giao tranh với binh lính địch và động vật hoang dã nguy hiểm bằng cách sử dụng một loạt vũ khí. Game có nhiều yếu tố được tìm thấy trong thể loại nhập vai, chẳng hạn như cốt truyện phân nhánh và nhiệm vụ phụ. Trò chơi cũng có công cụ tạo màn cả chế độ chơi mạng cộng tác và cạnh tranh.

## Lối chơi

Trong Far Cry 4, người chơi có thêm khả năng cưỡi voi.

Phần Shangri-La có cách phối màu khác với Kyrat. Nó chủ yếu được tạo thành từ vàng, đỏ, cam, trắng và xanh lam.

Far Cry 4 là một game phiêu lưu hành động góc nhìn thứ nhất. Người chơi vào vai Ajay Ghale, một thanh niên người Mỹ gốc Kyrat trên hành trình trở về quê nhà thực hiện di nguyện cuối cùng của người mẹ quá cố. Ajay có thể sử dụng nhiều loại súng ngắn và vũ khí tầm xa khác nhau, bao gồm súng lục, súng ngắn ổ xoay, shotgun, súng trường, súng tiểu liên, cung tên, súng phun lửa, súng phóng tên lửa, súng phóng lựu và súng bắn tỉa. Các phiên bản mạnh mẽ hơn của những vũ khí này sẽ dần dần được mở khóa sau cuộc hành trình qua vài màn chơi trong game. Vũ khí có thể ném bao gồm lựu đạn phân mảnh, cocktail Molotov và dao ném. Trò chơi cho phép người chơi tìm chỗ núp để tránh đấu súng và thực hiện các cuộc triệt phá cận chiến từ trên cao hoặc cận cảnh. Không giống như các phần trước trong serries, Far Cry 4 mang đến cho người chơi khả năng đá các vật thể và khả năng che giấu xác chết của kẻ thù.
Người chơi có thể sử dụng nhiều phương pháp khác nhau để tiếp cận nhiệm vụ. Chẳng hạn, người chơi có thể lựa chọn phương pháp lén lút để trốn tránh kẻ địch và hoàn thành các mục tiêu mà không bị chú ý, hoặc cũng có thể lựa chọn trực tiếp -tấn công kẻ thù bằng súng và xe. Nhân vật người chơi được trang bị một máy ảnh kỹ thuật số, cho phép đánh dấu và làm nổi bật tất cả kẻ thù, động vật và các chiến lợi phẩm dễ nhìn thấy. Người chơi cũng có thể cưỡi trên những con voi, đóng vai trò là vũ khí tấn công giống như xe tăng. Người chơi có thể ném mồi về phía kẻ thù, thu hút động vật hoang dã gần đó thù địch với cả người chơi và kẻ thù. Người chơi cũng có thể săn bắn và lột da động vật.
Trò chơi có môi trường thế giới mở tự do cho người chơi khám phá. Nó có một số môi trường, bao gồm rừng, sông và núi. Để cho phép người chơi di chuyển giữa các địa điểm nhanh hơn, trò chơi có nhiều loại phương tiện khác nhau, bao gồm buggy, xe tải và tàu thủy như tàu cao tốc. Người chơi có thể lái xe và bắn cùng một lúc, và có thể kích hoạt cơ chế tự lái mà trí tuệ nhân tạo của trò chơi đảm nhận vai trò điều khiển phương tiện và hướng dẫn người chơi đến mục tiêu của mình. Người chơi cũng có thể cướp xe khác khi lái xe. Buzzer, một phương tiện trên không, giống như trực thăng, được giới thiệu trong game, cho phép người chơi có được lợi thế chiến thuật từ trên không. Dù, đồ bay và móc kéo cũng hiện diện trong trò chơi; những vật phẩm này giúp người chơi đu qua các vách đá và nhanh chóng điều hướng môi trường. Các phần của game diễn ra tại Shangri-La, một vùng đất mơ mộng huyền bí nơi người chơi đối mặt chúa quỷ với tư cách là chiến binh Kalinag của người Kyrat. Khi ở Shangri-La, người chơi được một con hổ trắng bị thương đi cùng làm bạn đồng hành của mình. Người chơi có thể ra lệnh cho hổ, giúp chúng chiến đấu.
Thế giới trò chơi được chia thành hai nửa: Bắc và Nam Kyrat. Người chơi bắt đầu ở Nam Kyrat và được tự do khám phá nó gần như ngay lập tức, nhưng chỉ có thể mở khóa Bắc Kyrat sau khi hoàn thành 1 số nhiệm vụ cốt truyện nhất định. Bản đồ được mở dần bằng cách giải phóng các tháp chuông, giải phóng chúng khỏi ảnh hưởng của Pagan Min và cho phép Golden Path mở rộng thế lực. Những tòa tháp này giúp người chơi tiết lộ các khu vực mới và đánh dấu các địa điểm ưa thích mới trên bản đồ. Thế giới nằm rải rác với các tiền đồn được điều khiển bởi Pagan Min, có thể bị người chơi xâm nhập. Bốn tiền đồn lớn hơn, hoặc pháo đài, cũng có thể được tìm thấy, và có tính năng phòng thủ mạnh hơn và sự kết hợp khó khăn hơn của kẻ thù. Nếu người chơi giải phóng thành công các tiền đồn này, chúng sẽ đóng vai trò là điểm di chuyển nhanh, cho phép điều hướng nhanh qua thế giới của trò chơi. Nhiệm vụ và nhiệm vụ bổ sung cũng trở nên có sẵn. Có rất nhiều nhiệm vụ phụ có thể được hoàn thành, bao gồm giải cứu con tin, nhiệm vụ xử lý bom và nhiệm vụ săn bắn. Các bộ phận của động vật được thu thập sau đó còn được dùng để chế tạo túi và thắt lưng mới.
Giống như những người tiền nhiệm của nó, trò chơi có một số yếu tố nhập vai. Người chơi có thể kiếm điểm kinh nghiệm bằng cách hoàn thành các nhiệm vụ và đánh bại kẻ thù, và những điểm kinh nghiệm này sau đó có thể được dành cho việc tăng hiệu suất và nâng cấp. Có hai bộ khả năng cho người chơi lựa chọn, được gọi là The Tiger và The Elephant. Nâng cấp The Tiger chủ yếu cải thiện khả năng tấn công của người chơi, trong khi nâng cấp The Elephant cải thiện kỹ năng phòng thủ của người chơi. Một loạt các sự kiện ngẫu nhiên và các cuộc chạm trán thù địch diễn ra xuyên suốt game; ví dụ, người chơi có thể bất ngờ bị đại bàng tấn công, bị xe đâm hoặc chứng kiến một cuộc tấn công của động vật. Người chơi có thể tích lũy nghiệp lực bằng cách thực hiện những hành động tử tế đối với phiến quân, chẳng hạn như bằng cách hỗ trợ họ trong các trận chiến khi họ bị tấn công bởi động vật hoang dã hoặc kẻ thù. Làm như vậy sẽ giảm giá cho người chơi khi mua vật phẩm mới tại các điểm giao dịch và sẽ cho phép người chơi gọi sự trợ giúp và chi viện từ các thành viên của Golden Path. Người chơi cũng có thể tích lũy kinh nghiệm bằng cách thu thập các vật phẩm như mặt nạ, áp phích tuyên truyền và bánh xe cầu nguyện. Ngoài ra còn có chế độ Arena, trong đó người chơi chiến đấu với kẻ thù và động vật để có thêm điểm kinh nghiệm và phần thưởng.

## Phát triển
Sự phát triển của trò chơi được dẫn dắt bởi Ubisoft Montreal, công ty đã tiếp quản sự phát triển của thương hiệu Far Cry sau khi phát hành Far Cry: Instincts in vào năm 2005. Phát triển bổ sung được xử lý bởi bốn studio Ubisoft nội bộ khác, Ubisoft Toronto, Red Storm Entertainment, Ubisoft Shanghai và Ubisoft Kiev. Studio Montreal làm phần chiến dịch của trò chơi, studio Toronto làm các phân đoạn Shangri-La của phần chơi chiến dịch, Red Storm xử lý quá trình phát triển mục chơi mạng cạnh tranh, studio Shanghai đảm nhiệm khâu tạo ra các nhiệm vụ săn bắn, và studio Kiev thì phát triển phiên bản PC của trò chơi. Quá trình phát triển trò chơi bắt đầu vào cuối năm 2012, sau khi chuyển giao Assassin's Creed III. Giám đốc sáng tạo của trò chơi là Alex Hutchinson, người trước đây từng tham gia vào làm trò Spore của Maxis cũng như Assassin's Creed III.

## Đón nhận
Far Cry 4 nhận được những lời đánh giá "nói chung là thuận lợi", theo trang web tổng hợp kết quả đánh giá Metacritic.
Câu chuyện của trò chơi đã nhận được nhiều phản hồi trái chiều. Chris Carter từ Destructoid đã ca ngợi tính cách của Ajay Ghale, người "ít nói vào mặt bạn" hơn nhân vật chính Jason Brody của Far Cry 3. Anh cũng ca ngợi nhân vật phản diện, Pagan Min, người mà anh coi là đã gây chú ý mỗi khi anh ta xuất hiện trong trò chơi. Josh Harmon từ Electronic Gaming Monthly nghĩ rằng các nhân vật trong trò chơi này có chiều sâu hơn, và những lựa chọn của người chơi xuyên suốt game là có ý nghĩa. Aoife Wilson từ Eurogamer nghĩ rằng các nhân vật của trò chơi rất đáng nhớ, nhưng đã thất vọng vì câu chuyện. Nick Tan, từ Game Revolution, cũng ca ngợi tính cách của Min, nhưng anh ta phàn nàn rằng nhân vật này xuất hiện quá ít trong game. Edwin Evans-Thirlwell, viết cho GamesRadar, đã nghĩ rằng câu chuyện trở nên mệt mỏi khi người chơi dần đến đích, mặc dù một số nhân vật của nó rất thú vị. Anh tiếp tục chỉ trích phần kịch bản của trò chơi, điều mà anh cho là mờ nhạt. Mike Splechta từ GameZone đã ca ngợi phần lồng tiếng của trò chơi và hoan nghênh cốt truyện của nó, với sự thỏa mãn trong lòng.
Bối cảnh của trò chơi đã nhận được phản hồi tích cực. Carter nghĩ rằng bản chất thẳng đứng của bản đồ game đã tạo ra chướng ngại vật cho người chơi khi họ di chuyển giữa các địa điểm. Tuy nhiên, ông ca ngợi truyền thuyết thú vị và động vật hoang dã được tìm thấy trên thế giới, cũng như khoảng cách kéo dài của trò chơi. Harmon cũng có những bình luận tương tự, ca ngợi đồ họa của trò chơi và văn hóa của Kyrat. Harmon nghĩ rằng phong cảnh đồi núi trong thế giới của trò chơi mang đến cho người chơi cảm giác khám phá, và do đó khiến cho việc đi qua trở nên thú vị. Tuy nhiên, Wilson nghĩ rằng bối cảnh của trò chơi không hấp dẫn như bối cảnh nhiệt đới của Far Cry 3. Tuy nhiên, cô đã ca ngợi phần Shangri-la, nơi cô nghĩ đã thay đổi hoàn toàn cảnh quan của trò chơi. Matt Bertz từ Game Informer đã ca ngợi bối cảnh của trò chơi, mà anh nghĩ là sôi động, đa dạng và phong phú. Ludwig Kietzmann từ Joystiq đã ca ngợi nội dung được tìm thấy trên thế giới trong game và nghĩ rằng chính thế giới này rất hấp dẫn và thú vị.

### Doanh số
Ubisoft dự kiến trò chơi sẽ bán được ít nhất sáu triệu bản trong năm đầu tiên phát hành. Far Cry 4 trở thành tựa game bán chạy nhất và ra mắt thành công nhất trong dòng game trong tuần đầu tiên phát hành. Far Cry 4 là tựa game bán chạy thứ hai tại Vương quốc Anh cho tất cả các định dạng trong tuần phát hành, chỉ sau Grand Theft Auto V. Đây cũng là tựa game bán chạy thứ sáu ở Mỹ theo The NPD Group. Tính đến ngày 31 tháng 12 năm 2014, trò chơi đã xuất xưởng bảy triệu bản.

### Giải thưởng
Trò chơi đã nhận được giải thưởng Best Shooter từ IGN. Trò chơi đã được đề cử giải Best Artistic Achievement, Best Game Design, Best Music, Best Performer (Troy Baker), và Best Story tại Giải thưởng 11th British Academy Games. Tại Giải DICE, game được đề cử danh hiệu "Game of the Year", "Action Game of the Year", "Outstanding Achievement in Sound Design", "Outstanding Achievement in Original Music Composition", "Outstanding Technical Achievement", "Outstanding Achievement in Game Design" và "Outstanding Achievement in Character" (Pagan Min). Tại Giải thưởng BAFTA Game, Far Cry 4 đã nhận được năm đề cử bao gồm thiết kế trò chơi hay nhất và câu chuyện hay nhất cuối cùng giành chiến thắng cho âm nhạc hay nhất. Trò chơi đã giành giải Game of the Year và Art Direction, Contemporary (Jean-Alexis Doyon) năm 2014 của National Academy of Video Game Trade Reviewers (NAVGTR) và nhận được sáu đề cử: Use of Sound, Franchise (Yassine Abouelfalah), Sound Editing in a Game Cinema (Ding Jun Mei), Graphics, Technical (Danny Deslongchamps), Game, Franchise Action (Cedric Decelle), Game Design, Franchise (Gauthier Malou) và Direction in a Game Cinema (Sébastien Bergeron).